# 森将軍塚古墳館
森将軍塚古墳館（もりしょうぐんづか こふんかん）とは、長野県千曲市にある市立博物館。「千曲市博物館条例」に基づいて運用されている。

## 概要
森将軍塚古墳や有明山将軍塚古墳のある有明山の麓に建てられ、森将軍塚古墳に代表される埴科古墳群やその他中小の古墳から出土した品を展示している。隣接して長野県立歴史館があり、有明山の古墳群を合わせて「科野の里歴史公園」（しなののさとれきしこうえん）を構成している。

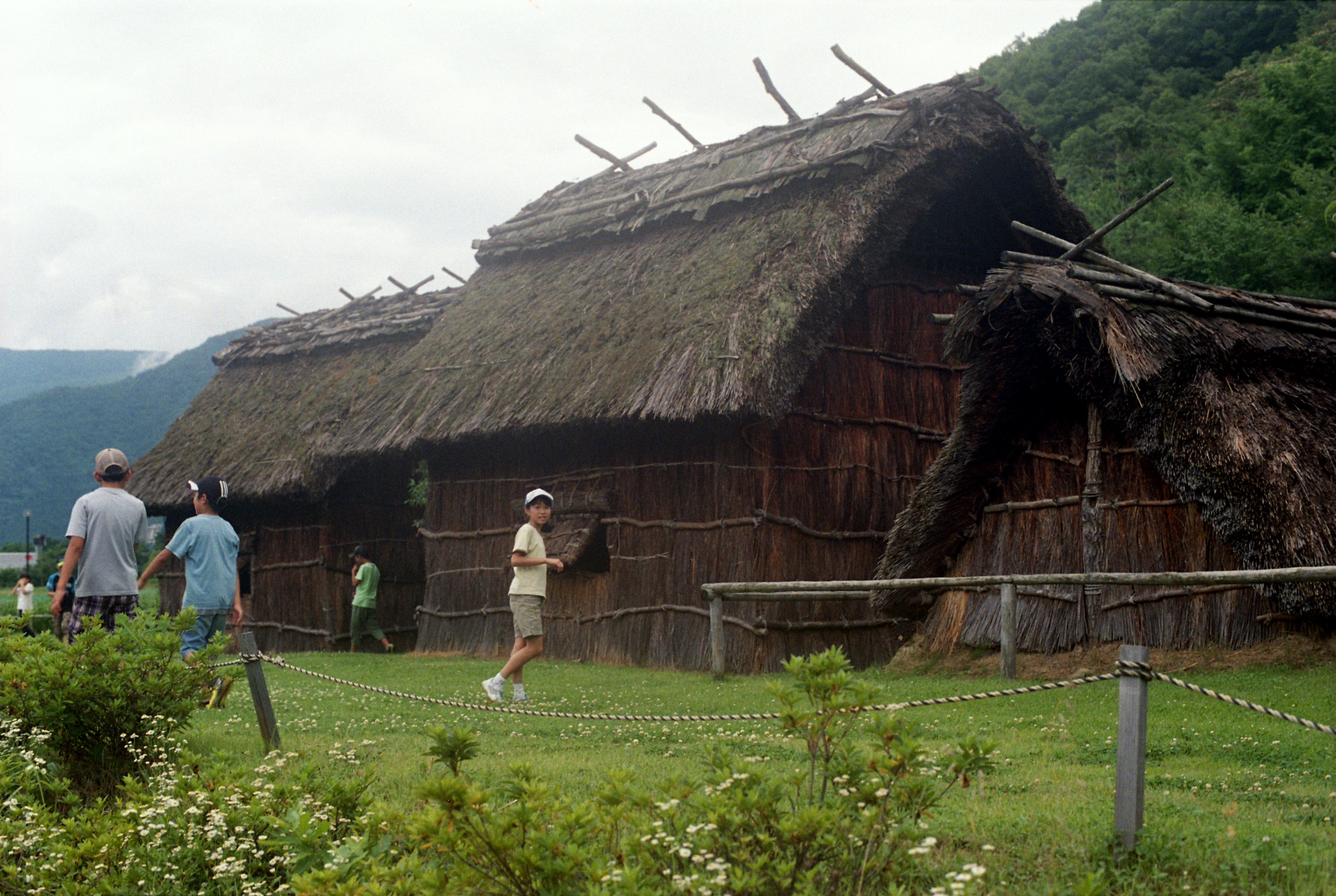
科野のムラ

## 森将軍塚古墳
- 南側に隣接する有明山の尾根上に、長野県最大の前方後円墳が復元され、一般公開されている。（詳しくは埴科古墳群参照）

古墳館から古墳まではバスが走っており、運賃は、片道200円で小学生は、その半額。団体料金(大人160円)もあるが20名以上が対象となる。
運休：月曜日、祝日の翌日、冬季期間(12月～4月)
- 明治16年（1883年）明治新政府に対して屋代村から「将軍塚」として報告されたのが初見とされる。

　　明治３６年頃広く周辺の古墳を盗掘していた人物が知られていて、その人によれば「すでに先を越されていた」と言う。
- 大正12年（1923年）「長野県史蹟名勝天然記念物調査報告書」で「森村将軍塚」と報告。
- 昭和40年（1965年）長野県史跡に指定。
- 昭和45年（1969年）この2年ほど前から周辺山林で土石採取が始まり古墳保存を図る声が起こり、当時の更埴市民の９割を超える署名を集めたとされる。
- 昭和46年（1970年）国指定史跡となる。
- 昭和56年度（1981年）～平成3年度（1991年）保存整備事業が行われた。

　我が国最初の古墳の全面発掘調査が行われたとされ、以後の古墳発掘調査のモデルケースとされている。この調査に基づいて復元工事も行われた。葺石が積まれ埴輪が並ぶ古墳築造当時の前方後円墳の姿によみがえった。また周辺部の調査から円墳や埴輪棺、石棺と言った多数の埋葬施設が確認された。長野県では唯一の三角縁神獣鏡の破片が出土しており、竪穴式石室の底面積は日本最大とされ古墳館内に再現されている。小学校の社会科教科書には図解入りで詳解されている。

## 所在地
長野県千曲市大字屋代29-1

## アクセス
- 千曲市循環バス・川中島バス：科野の里歴史公園(県立歴史館前)下車。
  - 川中島バスは、県立歴史館前と言う。

## 主な出版物
発行年順
- 『更埴市森将軍塚古墳館 : 施設概要』更埴市森将軍塚古墳館、1997年、NCID BA83593264。別題『Mori-Shōgunzuka Museum, Kōshoku city』、『森将軍塚古墳館 : 更埴市 : 施設概要』。
- 更埴市教育委員会『更埴市の指定文化財』更埴市森将軍塚古墳館、2003年、NCID BA67358434[4]。
- 更埴市森将軍塚古墳館（編）『有明山将軍塚古墳・倉科将軍塚古墳』（更埴市内前方後円墳範囲確認調査報告書）長野県更埴市教育委員会、2003年、NCID BA64983385。発掘調査の対象は有明山将軍塚古墳と倉科将軍塚古墳[4]。
- 千曲市森将軍塚古墳館（編）『千曲市内古墳範囲確認調査報告書  : 五量眼塚古墳・堂平大塚古墳・杉山古墳群』千曲市教育委員会、2007年、NCID BA82348345。タイトル別名『千曲市内古墳範囲確認調査報告書 : 五量眼塚古墳堂平大塚古墳杉山古墳群』[4]。
- 千曲市森将軍塚古墳館（編）『史跡埴科古墳群森将軍塚古墳：補修事業報告書：長野県千曲市』千曲市教育委員会、2017年。NCID BB26195697。
- 千曲市教育委員会歴史文化財センター（編）『松田館の四百年：平成30年度秋季企画展』千曲市森将軍塚古墳館、2018年。NCID BB26892657。展覧会カタログ、会期は2018年8月26日-10月8日。別題『松田館の四百年：Matsuda-yakata』、『松田館の四百年：武士のやかたから神主のやしきへ』、『松田館の400年』。

### 主な関連資料
発行年順
- 岩崎卓也、森嶋稔、更埴市教育委員会、長野県考古学会『生仁 : 更埴市生仁遺跡第一次（昭和43年度）緊急発掘調査報告』長野県考古学会、〈長野県考古学会研究報告書〉第7集、1969年、NCID BA90620414[4]。
- 森将軍塚古墳発掘調査団（編）、更埴市教育委員会『長野県森将軍塚古墳』更埴市教育委員会、1973年、〈更埴市文化財調査報告書〉第5集、1973年、NCID BA8532902X、全国書誌番号 3008332。
- 更埴郷土を知る会、更埴市教育委員会『更埴市の庚申塔』更埴市教育委員会、1980年、NCID BB20827222。
- 更埴市教育委員会『更埴市の遺跡 : 長野県更埴市遺跡分布地図』更埴市教育委員会、1981年、NCID BB13043164。
- 更埴市遺跡調査会、更埴市教育委員会、千曲市教育委員会『馬口遺跡 : 屋代遺跡群』更埴市教育委員会、1986年、NCID BN01974326。
- 更埴市教育委員会、千曲市教育委員会『更埴市埋蔵文化財調査報告書 : 長野県更埴市』更埴市教育委員会、1990年、NCID BA40780022。
- 更埴市教育委員会、更埴市教育委員会社会教育課文化係『史跡森将軍塚古墳 : 保存整備事業保存整備報告書』更埴市教育委員会、1992年、NCID BN09032817。
- 更埴市教育委員会、千曲市教育委員会、千曲市教育委員会歴史文化財センター『大境遺跡 : 屋代遺跡群』更埴市教育委員会、1994年、NCID BA40794151。
- 更埴市教育委員会『史跡森将軍塚古墳 : 古代体感ガイドブック』更埴市文化振興事業団、1994年、NCID BA56781261。
- 更埴市史編纂委員会（編）『更埴市史』更埴市[4]。
  - 第1巻「古代・中世編」、1994年、NCID 95004942。
  - 第2巻「近世編」、1988年、NCID 88058155。
  - 第3巻「近・現代編」、1991年、NCID 92000182。
- 更埴市教育委員会『荒井遺跡III・宮裏遺跡』更埴市教育委員会、1995年、NCID BA40800312。
- 峰岸純夫、森嶋稔、井原今朝男、三島正之、小島道裕、千田嘉博、矢島宏雄『屋代城跡範囲確認調査報告書 : 長野県更埴市』更埴市教育委員会（編）、1995年、DOI 10.24484/sitereports.9148、NCID BN15634993。15世紀-16世紀の山城の調査（本編）、発掘調査と古文書調査[4]。本文編と写真図版編がある[4]。
  - 『屋代遺跡群附松田館』（2002年）
  - 『屋代清水遺跡』第2巻
- 更埴市教育委員会『シナノノクニから科野・信濃国へ : 最新学説』更埴市文化振興事業団〈シナノノクニフォーラムシリーズ〉第1巻、1996年、NCID BA42674911、全国書誌番号  20080933。
- 『埴輪が語る科野のクニ  : 四・五世紀の埴輪祭祀 : 善光寺平の埴輪の系譜』更埴市文化振興事業団、更埴市森将軍塚古墳館〈シナノノクニフォーラムシリーズ〉第2巻、1999年、NCID BA47204620。｢科野のクニ｣の発祥を検証した講演会の記録（1998年開催）[4]
- 矢島宏雄（更埴市森将軍塚古墳館）「森将軍塚古墳--森将軍塚まつりを核にしたまちづくり」『緑の読本』第50号（1999年第2号）、東京：環境コミュニケーションズ（編）、公害対策技術同友会、1999年5月、p63−68。DOI 10.11501/3331757、全国書誌番号 0099273。国立国会図書館デジタルコレクション、国立国会図書館内公開。『資源環境対策』の臨時増刊。
- 矢島宏雄「コレクション 更埴市森将軍塚古墳館 = Collection/Mori-shogunzuka Museum,Koshoku City」『博物館研究 = Museum studies』第35巻第10号（通号389）、日本博物館協会（編）、2000年10月、p36–37（コマ番号0020.jp2）。DOI	10.11501/3467297、全国書誌番号 00026602。国立国会図書館デジタルコレクション、国立国会図書館/図書館送信参加館内公開。
- 『更埴市の石造文化財 : 石神・石仏と信仰』更埴市教育委員会、2001年、NCID BA62282288。写真と地図入りの報告書。旧更埴市内の石造建造物およそ1,000基を網羅[4]。
- 小野紀男『生仁遺跡IV』更埴市教育委員会、2001年、DOI 10.24484/sitereports.8997。別題『県営ため池等整備事業に伴う発掘調査報告書』[4]。
- 更埴市教育委員会『屋代遺跡群附松田館 : 長野県更埴市 : 重要遺跡範囲確認調査報告書』更埴市教育委員会、2002年、NCID BA63448615。
- 『戸倉町の神社・仏閣』長野県：戸倉町教育委員会、2003年、全国書誌番号 20439885[4]。
- 『戸倉町の歴史年表』戸倉町教育委員会、2003年、全国書誌番号 20451549[4]。

## 外部サイト
- 森将軍塚古墳館